# Robinson Ekspeditionen 2017
Robinson Ekspeditionen 2017 var den 19. sæson af det danske realityshow Robinson Ekspeditionen. Sæsonen startede ud med 22 deltagere, men en flok veteraner var blevet hevet ind for at gøre op med de mange kvittere fra forrige sæson.  

## Deltagere
| Navn     | Alder | Tjekket ind | Tjekket ud | Fra            | Grund til exit                                                                                               |
| -------- | ----- | ----------- | ---------- | -------------- | --- |
| Marlene  | 40    | Ep 1        | Vinder     | København      | 1. plads |
| Isabella | 22    | Ep 1        | Finalen    | København      | Tabte finalen - 2. plads                                                                                     |
| Bjørn    | 36    | Ep 1        | Finalen    | Valby          | Tabte finalen - 3. plads                                                                                     |
| Mads     | 21    | Ep 1        | Ep 13      | Odense         | Tabte udfordring til Bjørn - 4. plads                                                                        |
| Endri    | 20    | Ep 1        | Ep 13      | Albertslund    | Tabte udfordring til Isabella, Mads og Bjørn - 5. plads                                                      |
| Flemming | 47    | Ep 1        | Ep 12      | Juelsminde     | Øråd, stemt ud blandt de andre deltagere. - 6. plads                                                         |
| Hentze   | 28    | Ep 1        | Ep 12      | Århus          | Tabte dødskamp til Isabella, Mads og Bjørn. - 7. plads                                                       |
| Nicolai  | 18    | Ep 1        | Ep 11      | Langeskov      | Øråd, stemt ud af de øvrige deltagere - 8. plads                                                             |
| Sofie    | 24    | Ep 1        | Ep 12      | København      | Øråd, stemt ud af de øvrige deltagere - 9. plads                                                             |
| Anne     | 49    | Ep 1        | Ep 9       | Holbæk         | Øråd, stemt ud af de øvrige deltagere - 10. plads                                                            |
| Tammaro  | 50    | Ep 1        | Ep 8       | Solrød Strand  | Øråd, stemt ud af de øvrige deltagere. - 11. plads                                                           |
| Pernille | 30    | Ep 1        | Ep 7       | København      | Kvittede - 12. plads                                                                                         |
| Jesper   | 27    | Ep 1        | Ep 7       | Kastrup        | Kvittede - 13. plads                                                                                         |
| Line     | 23    | Ep 1        | Ep 6       | Asnæs          | Øråd, stemt ud blandt de øvrige deltagere - 14. plads                                                        |
| Maja     | 43    | Ep 1        | Ep 6       | Havdrup        | Kvittede - 15. plads                                                                                         |
| Thomas   | 30    | Ep 1, 4     | Ep 3, 6    | København      | Ep 3: Tabte dødskamp til Tina og Emma. Ep 6: Tabte dødskamp til Isabella, Nicolai og Endri - 16. plads       |
| Michael  | 40    | Ep 1        | Ep 5       | Taastrup       | Øråd, stemt ud blandt de øvrige deltagere - 17. plads                                                        |
| Tina     | 25    | Ep 1        | Ep 5       | Århus          | Kvittede - 18. plads                                                                                         |
| Andreas  | 23    | Ep 1, 4     | Ep 2, 4    | København      | Ep: 2 Øråd, stemt ud blandt de øvrige deltagere. Ep 4: Øråd, stemt ud blandt de øvrige deltagere - 19. plads |
| Ditte    | 40    | Ep 1        | Ep 4       | Frederiksberg  | Tabte dødskamp til Micheal og Endri - 20. plads                                                              |
| Backer   | 29    | Ep 1        | Ep 4       | Valby          | Smidt ud grundet snyd - 21. plads                                                                            |
| Mathias  | 24    | Ep 1        | Ep 4       | København      | Smidt ud grundet snyd - 22. plads                                                                            |
| Emma     | 23    | Ep 1        | Ep 3       | Kongens Lyngby | Øråd, stemt ud blandt de øvrige deltagere - 23. plads                                                        |
| Brian    | 43    | Ep 1        | Ep 3       | Herlev         | Kvittede - 24. plads                                                                                         |
| Johan    | 26    | Ep 1        | Ep 2       | Roskilde       | Tabte duel til Brian og Maja - 25.plads                                                                      |
| Patricia | 22    | Ep 1        | Ep 2       | Albertslund    | Kvittede - 26. plads                                                                                         |
| Daniel   | 39    | Ep 1        | Ep 1       | Roskilde       | Øråd, stemt ud bkandt de øvrige deltagere - 27. plads                                                        |

## Øvrig info
1^ Backer, Mathias og Andreas valgte at snyde i afsnit to. Jakob valgte at tage en individuel konfrontation med hver af de 3 skyldige, kun Mathias valgte at fortælle sandheden. Jakob havde planlagt at holde Andreas væk fra ansvaret, men da Andreas valgte at lyve, lå han med hovedet på blokken sammen med Mathias og Backer, og det kostede Andreas videre deltagelse.
2^ Backer og Mathias havde op til afsnit 4 igen valgt at snyde, det blev dråben for Jakob, som sendte de to anti-helte ud af ekspeditionen
3^ Da Backer og Mathias blev smidt ud, var veteranerne decimeret totalt, Jakob valgte at gå imod sine egne principper og kalde og udgået deltager tilbage, og det blev Andreas og Thomas, som kom ind igen, og de blev en del af veteran holdet.